# Carlos Ferrarotti
Carlos Ferrarotti fue un escenógrafo que trabajó en Argentina a partir de la década de 1920 en los escenarios teatrales y en varias películas en los primeros años de esta industria en el país.

## Actividad profesional
Laboró en muchas ocasiones en colaboración con Francisco Raimundo, Vicente Peralta, Alfredo Lancillotti y Armando Coli para diversas compañías de revistas en los teatros San Martín, Maipo, Casino y Sarmiento. También durante varias temporadas a partir de |927 realizó escenografías -que fueron bien conceptuadas por los críticos de la época- para la compañía de revistas de Ivo Pelay.
En 1928 trabajó para la compañía de Roberto Casaux en el Teatro Nuevo y, más adelante, para la de Enrique Muiño -en las obras Tata Ceibo (1931), Pan criollo (1938) y La estancia de papá (1938)- y para la de Paulina Singerman en La fierecilla domada (1938).
Ocasionalmente trabajó sobre bocetos de otros artistas, como en El barco no sale mañana (1928) en que lo hizo con el pintor Alejandro Sirio y en Pacha Mama (1935) en que trabajó con Raúl Rosarivo para la compañía de Camila Quiroga.

## Premio
Por su participación en el filme En el viejo Buenos Aires la Academia de Artes y Ciencias Cinematográficas de la Argentina le otorgó el premio Cóndor Académico, en forma conjunta con Ralph Pappier a la escenografía de 1942.

## Filmografía
Escenógrafo
- El último payador  (1950)
- Hoy canto para ti  (1950)
- Pobre mi madre querida  (1948)
- Juan Moreira  (1948)
- Los hijos del otro  (1947)
- La cabalgata del circo  (1945)
- Cruza  (1942)
- En el viejo Buenos Aires  (1942)
- Sendas cruzadas  (1942)
- En el último piso  (1942)
- Novios para las muchachas  (1941)
- Los afincaos  (1941)
- Las de Barranco  (1938)
- El canillita y la dama  (1938)
- Sombras porteñas  (1936)
- Santos Vega  (1936)
- Bajo la santa Federación  (1934)

Decorador
- Nobleza gaucha   (1937)

Diseñador del foro
- Sombras porteñas   (1936)